# سانگاسته
سانگاسته (به لاتین: Sangaste) یک منطقهٔ مسکونی در استونی است که در دهستان اوتپا واقع شده‌است. سانگاسته ۲۲۸ نفر جمعیت دارد.